# Serie 4200 de FGV
La Serie 4200 de FGV es una serie de tranvías concebida para el servicio urbano del Metro de Valencia y del TRAM Metropolitano de Alicante.
En febrero de 2022, FGV disponía de 44 unidades: 22 en Valencia y 22 en Alicante.

## Historia

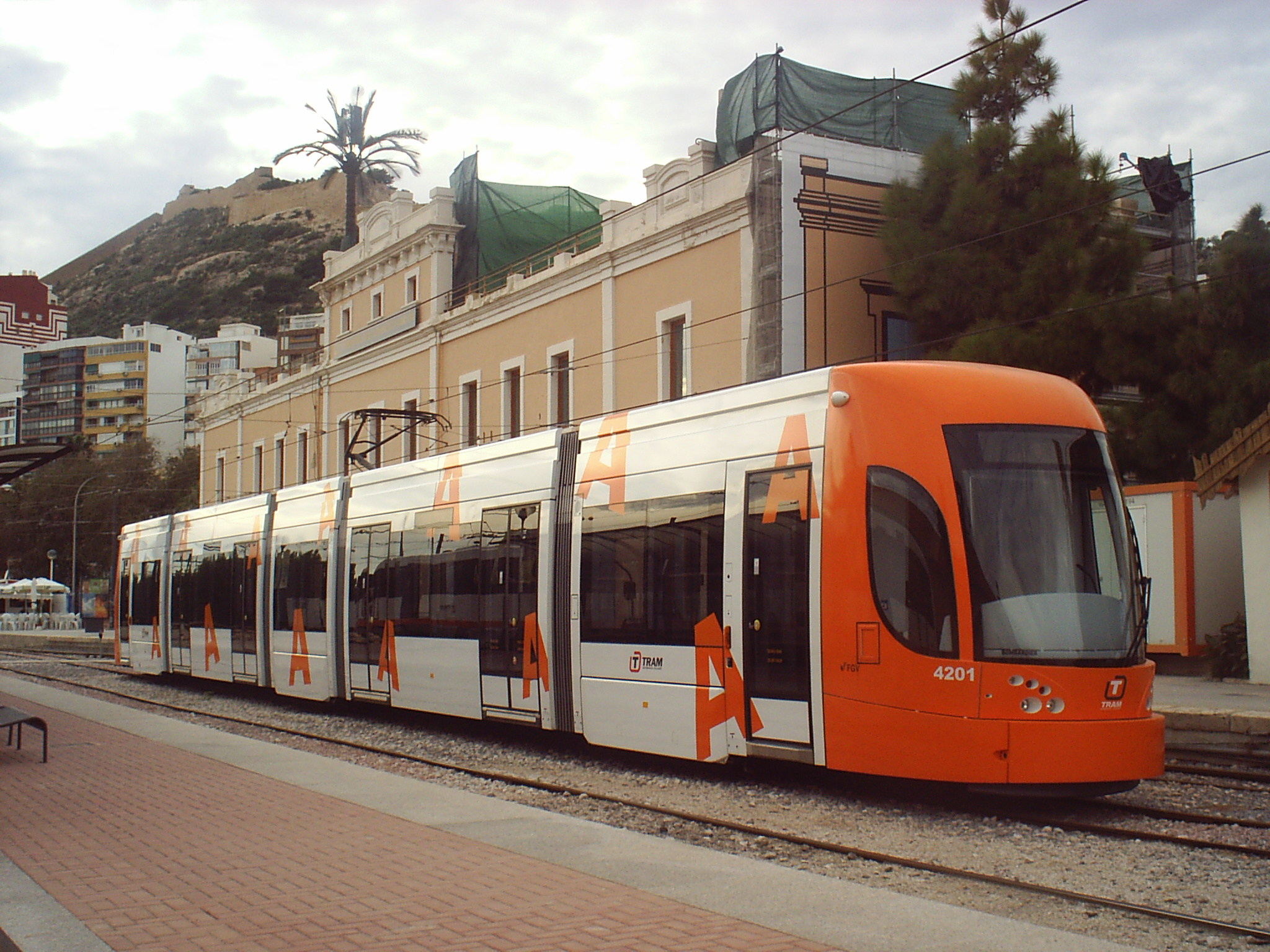
Unidad 4201 con la decoración del TRAM de Alicante.

El 7 de enero de 2005, FGV firmó un contrato con Bombardier Transportation Spain, S. A. para adquirir 30 unidades de tranvía Bombardier Flexity Outlook Cityrunner, por un valor total de 78 613 435 €.
Dichas unidades comenzaron a recibirse a finales de 2006, recibiéndose la última en 2007.
En 2011, FGV adquirió 14 nuevas unidades Flexity Outlook a Bombardier, con algunas diferencias menores, como la posibilidad de instalar canceladoras dentro de los trenes,.
En Alicante circulan 22 unidades 4200 por las líneas 2, en la 3 y en la 4.
En Valencia circulan las 22 restantes por las líneas 4, 6, 8 y 10 de Metrovalencia.